# 北信米油
北信米油株式会社（ほくしんべいゆ）は、長野県長野市に本社を置く、石油販売（ガソリンスタンド）・コンビニエンスストア事業・LPガス供給などを行う企業。ながでんグループの傘下企業で、長野電鉄の完全子会社である。

## 概要
長野電鉄のバス・ハイヤーに燃料を供給する目的で設立された。社名の『米油』は「アメリカから輸入した石油」を意味し、スタンダード・ヴァキューム石油（en）（当時、現エクソンモービル）の代理店であった。
現在はENEOSの特約店としてSS6店舗・併設のセブン-イレブン1店舗を経営している。また、旧北信石油ガスの事業として、全国3番目の24時間集中監視システム「きくばり365」の下で北信地方一帯にLPガスを供給するほか、各種ガス機器、住宅機器の販売・工事などを行う。
フランス語で「伝統」を意味する、「ベイユ」に発音が近い“VIEUX”をサービスマークとしている。

## 沿革
- 1949年（昭和24年）8月5日 - 北信米油株式会社設立。当時の本社は長野市権堂町2201（長野電鉄本社内）。
- 1955年（昭和30年）7月 - 本社を長野市北石堂町1182に移転。
- 1959年（昭和34年）7月1日 - 子会社として北信建材株式会社を設立（1979年（昭和54年）8月31日、北信米油と合併し消滅）。
- 1961年（昭和36年）9月4日 - 子会社として北信石油ガス株式会社を設立（2013年（平成25年）4月1日、北信米油と合併し消滅）。
- 2009年（平成21年）3月 - 賃貸部門が長野電鉄株式会社に分割吸収。
- 2015年（平成27年）
  - 5月31日 - 長野大通りSSのセルフスタンド化に伴い、隣接していた「ベイユ車検センター」と新車量販店「Fシステム長野大通り店」を閉店[3]。
  - 10月2日 - 長野大通りSSをセルフスタンド「エッソ・エクスプレス」（現・Enejet）に転換し、併設するコンビニエンスストア事業（セブン-イレブン）も開始[4]。
- 2018年（平成30年） - JXTGエネルギー（当時）のブランド統一に伴い、SSのブランドを順次「ESSO」から「ENEOS」に転換。

## 店舗・事業所
- 本社・住宅機器部・ガス営業部・保険課
  - 長野県長野市柳原2551
- 長野SS
  - 長野県長野市中御所四丁目10番5号（県庁通り）
- 西和田SS・整備工場
  - 長野県長野市中越一丁目3番37号（運動公園通り）
- エネジェット長野大通りSS・セブン-イレブン長野大通り店
  - 長野県長野市三輪田町1303-4（長野大通り）
- エネジェット上田SS
  - 長野県上田市常田二丁目10番8号（国道141号）
- ニュー小諸SS
  - 長野県小諸市甲中谷地3169（国道18号）
- 牟礼SS
  - 長野県上水内郡飯綱町普光寺951（国道18号）
- 配送センター
  - 長野県長野市真島町川合709-1